# Sant Vicenç d'Aguiló
Sant Vicenç d'Aguiló és una església del municipi de Santa Coloma de Queralt (Conca de Barberà) inclosa en l'Inventari del Patrimoni Arquitectònic de Catalunya.

## Descripció
És una capella de planta rectangular, sense presbiteri diferenciat i amb volta de canó que arrenca d'una imposta. La porta originària, d'arc de mig punt i dovellada va quedar inutilitzada i roman a la façana sud tapiada. L'únic element ornamental que hi apareix és una motllura a manera de guardapols resseguint externament el perímetre del dovellat. Els materials constructius emprats en la fàbrica són molt pobres: aparell petit, tallat a cops de maceta i lligats amb reble. Havia d'anar per força arrebossat interior i exteriorment. L'accés actual es fa pel mur de fons. Al seu interior es conserven les imatges gòtiques de Santa Anna, Sant Vicenç i Santa Llúcia, realitzades en pedra.

## Història
Aguiló apareix documentat per primera vegada (per qüestions castelleres) el 1018. L'església que va fer funcions de parròquia era dedicada a Santa Maria i ja es menciona el 1051. L'edifici no s'ha conservat.
Segons Francesca Español, l'ermita probablement va ser construïda a cavall dels segles XII i XIII, arran d'una iniciativa popular. Les primeres referències documentals no es troben fins a principis del segle XIV. El 1362 en tenien cura una comunitat de donats, entre els quals hi figura Ramon de Sarral.